# Kitty Kat
"Kitty Kat" é uma canção gravada pela cantora americana Beyoncé para seu segundo álbum de estúdio, B'Day. A música foi composta por Beyoncé, Pharrell Williams e Shawn Carter.

## Desempenho
Mesmo sem um lançamento como um single "Kitty Kat" estreou no número 69 na Billboard R&B/Hip-Hop Songs no dia 5 de Maio de 2007. Na semana seguinte a música subiu para a posição de número 66 que se tornou a sua melhor posição alcançada. A canção permaneceu no chart por oito semanas, incluindo uma re-entrada em Julho de 2007. Mesmo com pouco reconhecimento no mercado, também é conhecida como Kitty Kat, uma atriz pornô. Conhecida pela facilidade em atingir orgasmos, ela possui largos lábios pubianos.
| Tabelas musicais (2007)                          | Melhor posição |
| ------------------------------------------------ | -------------- |
| Estados Unidos - Billboard Hot R&B/Hip-Hop Songs | 66             |

## Créditos e pessoal
Os créditos são citados no encarte do álbum B'Day.
- Vocais: Beyoncé Knowles
- Compositor: Beyoncé Knowles, Pharrell Williams, Shawn Carter
- Produção: Pharrell Williams, Chad Hugo, Beyoncé Knowles
- Gravação: Jim Caruana, Geoff Rice (Sony Music Studios, Nova Iorque), assistência por Rob Kinelski e Andrew Coleman (The Record Plant Studios, Los Angeles)
- Mixagem: Jason Goldstein (Sony Music Studios, Nova Iorque), assistência por Steve Tolle